# ぉ
ぉ、ォは、日本語の仮名のひとつである。前の音と組み合わせ1モーラを形成する場合と、単独で1モーラを形成する場合がある。お、オを小書きにした文字で、主に外来語や方言において使用される。
- 前の音があ段の音の場合は、清音と同じように扱う。
- 前の音がい段の音の場合は、清音と同じように扱う。
- 前の音がう段の音の場合は、前の音と繋げて1モーラとし、場合によってはお段の音と同じになる。
- 前の音がえ段の音の場合は、清音と同じように扱う。
- 前の音がお段の音の場合は、長音とする。
- 前の音がんの場合や無い場合は、清音と同じように扱う。